# مدارس التعلم القائم على المشروعات
مدارس التعلم القائم على المشروعات هي نماذج للإصلاح المدرسي القائم على الأفكار التعليمية للتربوي الألماني كورت هان مؤسس منظمة أوتورد باوند، ويوجد هذا النوع من التعلم في ما يزيد عن 150 مدرسة في 30 ولاية إلى جانب مقاطعة كولومبيا. ويمكن تمثيل هذه المدارس برحلات للتعلم القائم على المشروعات ينخرط فيها الطلاب في دراسة متعمقة ومتعددة التخصصات لمواضيع مهمة في مجموعات وفي المجتمع، مع تقييم الطالب من خلال النواتج التراكمية والعروض التقديمية العامة ومجموعة الأعمال التي يقدمها. ويؤكد هذا النموذج على مستويات عالية من مشاركة الطالب والإنجاز وتنمية الشخصية.

## مبادئ تصميم المشروعات
تمثل المبادئ التالية الخاصة بتصميم المشروعات أساسًا أخلاقيًا وثقافيًا لكل مدرسة من مدارس التعلم القائم على المشروعات، كما أنها تعبر عن القيم الأساسية والفلسفة التعليمية لهذا النوع من التعلم.
الأولوية لاكتشاف النفس يفيد هذا المبدأ بأن التعلم الأفضل يتحقق باشتراك العاطفة والتحدي والدعم الضروري، حيث يكتشف الأشخاص في المواقف التي تنطوي على المغامرة والمفاجأة قدراتهم وقيمهم وعواطفهم والمسؤوليات الواقعة عليهم، لذا فإن المهمة الأساسية للمعلم هي مساعدة الطلاب في التغلب على مخاوفهم واكتشاف أنه بمقدورهم فعل ما يفوق أنهم يعتقدون فعله.
وجود الأفكار الرائعة يؤكد هذا المبدأ على أهمية تعزيز الفضول بشأن العالم من خلال خلق مواقف تعلم تقدم شيءًا هامًا للتفكير فيه وتتيح وقتًا للتجربة وفرصة لفهم الملاحظات.
مسؤولية التعلم يقول هذا المبدأ بأن التعلم عبارة عن عملية شخصية من الاستكشاف إلى جانب كونه نشاطًا اجتماعيًا، لذا تشجع جميع أوجه مدارس التعلم القائم على المشروعات الأطفال والبالغين على الشعور المتزايد بالمسؤولية تجاه توجيه التعلم الشخصي والجماعي لديهم.
المشاركة الوجدانية والرعاية يعتقد هذا المبدأ أن التعلم يتعزز على النحو الأفضل في المجتمعات التي تلقى فيها أفكار الطلاب والمعلمين الاحترام وتسود فيها الثقة المتبادلة، فعادة ما يسدي الطلاب الأكبر سنًا النصح للطلاب الأصغر كما يشعر الطلاب بالأمن المادي والشعوري.
النجاح والفشل ينص هذا المبدأ على أن الطلاب في حاجة إلى تحقيق النجاح لبناء الثقة في أنفسهم والقدرة على اتخاذ المخاطرة ومواجهة التحديات المختلفة، إلا أنه من المهم أيضًا أن يتعلمون من فشلهم ويثابروا عند مواجهة الصعاب ويتعلموا كيفية تحويل المعوقات إلى فرص.
التعاون والتنافس يضع هذا المبدأ مدارس التعلم القائم على المشروعات في موضع تحقيق التكامل بين تنمية الفرد وتنمية المجموعة بحيث تتجلى قيمة الصداقة والثقة والعمل الجماعي، كما تشجع الطلاب على التنافس، ليس فيما بينهم البعض، ولكن التنافس مع أفضل الإمكانات الشخصية داخلهم ومعايير التفوق الصارمة.
التنوع والشمولية يُعتقد بأن التنوع والشمولية يزيدان من ثراء الأفكار والقدرة الإبداعية واحترام الآخرين والمقدرة على حل المشكلات، حيث أن المدارس ومجموعات التعلم متباينة في أفكارها.
العالم الطبيعي يساعد هذا المبدأ على إقامة علاقة مباشرة قائمة على الاحترام مع العالم الطبيعي وهو ما يجدد الروح الإنسانية ويعلم الأفكار الهامة مثل الدورات متكررة الحدوث والسبب والنتيجة، كما يتعلم الطلاب أن يكونوا مسؤولين عن الأرض والأجيال القادمة.
العزلة والتأمل يقول هذا المبدأ بحاجة الطلاب والمعلمين إلى وقت للاختلاء بأنفسهم لدراسة ما يجول بتفكيرهم والربط بينها والخروج بأفكارهم الخاصة، كما يلزمهم أيضًا تبادل تأملاتهم مع الطلاب الآخرين والأشخاص البالغين.
المساعدة والرأفة يكون التأكيد هنا على تدعيم الطلاب والمعلمين من خلال الأعمال الناتجة عن تقديم الخدمة للآخرين، فمن بين الوظائف الأساسية لمدارس التعلم القائم على المشروعات تزويد الطلاب بالسلوكيات والمهارات للتعلم من المساعدة وتعلم أن يكون في خدمة الآخرين.

## منظمة أوتورد باوند لمدارس التعلم القائم على المشروعات
تعد منظمة أوتورد باوند لمدارس التعلم القائم على المشروعات (Expeditionary Learning Schools Outward Bound) المنظمة الرئيسية التي تعمل مع المدارس لإعداد البرامج وتنفيذها، فهي تزود المدارس بالمناهج والأطر التعليمية إلى جانب إستراتيجيات لتغيير ثقافة المجتمعات التي تقع فيها المدارس، كما تعمل المنظمة على تطوير مدارس جديدة ومساعدة المدارس القائمة على التحول إلى هذا النموذج من خلال إبرام عقود تمتد لعدة سنوات مع المدارس والمناطق المدرسية.

## معلومات تاريخية
في العام 1992، كان مقترح التعلم القائم على المشروعات الذي قدمته منظمة أوتورد باوند واحدًا من 11 مقترحًا اختارتها منظمة تطوير المدارس الأمريكية الجديدة (New American Schools Development Corporation) لتمويلها من بين حوالي 800 مقترح مقدم بهدف الإصلاح الشامل للمدارس (عن: الموقع الإلكتروني لمنظمة أوتورد باوند لمدارس التعلم القائم على المشروعات) تم إطلاق مدارس التعلم القائم على المشروعات عام 1993 بعشر مدارس في 5 مدن أمريكية هي: مدينة نيويورك وبوسطن وبورتلاند، مين ودنفر ودوبوك، أيوا.

## النتائج
منذ إنشائها قبل 16 عامًا، ومدارس التعلم القائم على المشروعات محل ثناء وإشادة عظيمين وتحظى بآراء إيجابية من الكثير من المراقبين والباحثين الخارجيين، فكتبت عنها مجلة نيويورك تايمز (The New York Times) بشكل إيجابي كما قام كل من معهد راند قطر للسياسات (RAND) والمعاهد الأمريكية للأبحاث (The American Institutes for Research) والمجلس القومي لتطوير الموظفين (The National Staff Development Council) ومركز أبحاث تعليم الطلاب المهددين بخطر الفشل (The Center for Research on the Education of Students Placed At Risk) بتقييم نماذج مدارس التعلم القائم على المشروعات وممارساتها وذكروا نتائج إيجابية منها تحقيق مستوى أعلى في تحصيل الطلاب ومشاركتهم وترقية الثقافة المدرسية بشكل أكثر إيجابية وإنتاجية. وفي تحليل مركز أبحاث تعليم الطلاب المهددين بخطر الفشل لتسعة وعشرين نموذجًا لإصلاح المدارس الشاملة والذي أجري عام 2002، منح المركز مدارس التعلم القائم على المشروعات أعلى تصنيف تم منحه لأي نموذج أنشئ في السنوات العشر السابقة. وفي فبراير من العام 2009، زار الرئيس باراك أوباما المدرسة المستقلة العامة في المدينة العاصمة وهي إحدى مدارس التعلم القائم على المشروعات في واشنطن العاصمة وقال إنها «نموذج لما ينبغي أن تكون عليه مدارسنا».